# Ebrima Mballow
Ebrima M. Mballow (* 20. Jahrhundert in Mansajang Kunda; † 19. Februar 2023) war ein gambischer Bankier, Politiker und Diplomat. Er war von Januar 2018 bis August 2019 Innenminister in Gambia.

## Leben
Mballow besuchte die Armitage High School und trat 1987 in die Gambia National Gendarmerie (GNG) ein. 1992, in dem Jahr als auch die GNG aufgelöst wurde, begann er in der Bankenbranche als Bankier tätig zu werden. Mballow war zuletzt bei der Arab Gambia Islamic Bank (AGIB) als Divisionsleiter in der Geschäftsentwicklung beschäftigt. Am 6. März 2017 wurde Mballow von der neuen Regierung Adama Barrow zum Gouverneur der gambischen West Coast Region (WCR) ernannt, er ersetzte Aminata Sifai Hydara, die Anfang Februar von diesem Posten enthoben wurde.
Am 8. Januar 2018 wurde Mballow von Präsident Adama Barrow zum Innenminister (englisch Minister of the Interior) ernannt. Zum Nachfolger als Gouverneur wurde Bakary Sanyang bestimmt. Am 22. August 2019 wurde Mballow als Innenminister von Yankuba Sonko abgelöst und in den Auswärtigen Dienst entsandt. Mit Wirkung zum 21. August 2019 wurde Mballow als Generalkonsul nach Dschidda (Saudi-Arabien) entsandt und löste Sheikh Omar Fye ab.
Mballow starb am 19. Februar 2023 in Saudi-Arabien.